# بطولة آسيا للجودو 1988
بطولة آسيا للجودو 1988 (بالإنجليزية: 1988 Asian Judo Championships) أُقيمت في دمشق، سوريا في يوليو.

## نظرة عامة على الميداليات

### الرجال
| الحدث                         | الذهبية               | الفضية                  | البرونزية            |
| ----------------------------- | --------------------- | ----------------------- | -------------------- |
| فئة الوزن الخفيف جدًا (60 كجم) | تادانوري كوشينو (JPN) | Pak (PRK)               | Ju (CHN)             |
| فئة الوزن الخفيف جدًا (60 كجم) | تادانوري كوشينو (JPN) | Pak (PRK)               | Xi (TPE)             |
| فئة نصف خفيف الوزن (65 كجم)   | بارك جاي-هوان (KOR)   | ميساكي إيتيا (JPN)      | Kim (PRK)            |
| فئة نصف خفيف الوزن (65 كجم)   | بارك جاي-هوان (KOR)   | ميساكي إيتيا (JPN)      | Hassan (KUW)         |
| فئة الوزن الخفيف (71 كجم)     | كيم جين-هونغ (KOR)    | يوكيهارو يوشيتاكا (JPN) | Yu (TPE)             |
| فئة الوزن الخفيف (71 كجم)     | كيم جين-هونغ (KOR)    | يوكيهارو يوشيتاكا (JPN) | لي تشانغ-سو (PRK)    |
| فئة نصف المتوسط (78 كجم)      | هايدهيكو يوشيدا (JPN) | كيم هوال-يون (KOR)      | هشام الشرف (KUW)     |
| فئة نصف المتوسط (78 كجم)      | هايدهيكو يوشيدا (JPN) | كيم هوال-يون (KOR)      | Alhaaq (SYR)         |
| فئة الوزن المتوسط (86 كجم)    | تيرويا إيشييدا (JPN)  | بارك بو-كيون (KOR)      | ليو جونلين (CHN)     |
| فئة الوزن المتوسط (86 كجم)    | تيرويا إيشييدا (JPN)  | بارك بو-كيون (KOR)      | تشيو هينغ-آن (TPE)   |
| فئة نصف الثقيل (95 كجم)       | هو هيونغ (KOR)        | ياسوهييرو كاي (JPN)     | Chen (TPE)           |
| فئة نصف الثقيل (95 كجم)       | هو هيونغ (KOR)        | ياسوهييرو كاي (JPN)     | Jazaari (SYR)        |
| فئة الوزن الثقيل (+95 كجم)    | شوجي موراكامي (JPN)   | شو غوقينغ (CHN)         | هوانغ جاي-غيل (PRK)  |
| فئة الوزن الثقيل (+95 كجم)    | شوجي موراكامي (JPN)   | شو غوقينغ (CHN)         | يانغ تشانغ-هون (KOR) |
| فئة الوزن المفتوح             | ناويا أوغاوا (JPN)    | شو غوقينغ (CHN)         | هوانغ جاي-غيل (PRK)  |
| فئة الوزن المفتوح             | ناويا أوغاوا (JPN)    | شو غوقينغ (CHN)         | Alhamad (KUW)        |

### السيدات
| الحدث                         | الذهبية             | الفضية                | البرونزية              |
| ----------------------------- | ------------------- | --------------------- | ---------------------- |
| فئة الوزن الخفيف جدًا (48 كجم) | لي آييوي (CHN)      | واكابا سوزوكي (JPN)   | تشو مين-سون (KOR)      |
| فئة الوزن الخفيف جدًا (48 كجم) | لي آييوي (CHN)      | واكابا سوزوكي (JPN)   | Ding (TPE)             |
| فئة نصف خفيف الوزن (52 كجم)   | أوك كيونغ-سوك (KOR) | Hu (CHN)              | نوريكو ميزوغوتشي (JPN) |
| فئة نصف خفيف الوزن (52 كجم)   | أوك كيونغ-سوك (KOR) | Hu (CHN)              | Cheng (TPE)            |
| فئة الوزن الخفيف (56 كجم)     | كاسومي إيزومي (JPN) | Ching (TPE)           | جونغ سون-يونغ (KOR)    |
| فئة الوزن الخفيف (56 كجم)     | كاسومي إيزومي (JPN) | Ching (TPE)           | Shieh (TPE)            |
| فئة نصف المتوسط (61 كجم)      | كيم سيونغ-أوك (KOR) | هيروكو كيتازومي (JPN) | تشانغ دي (CHN)         |
| فئة نصف المتوسط (61 كجم)      | كيم سيونغ-أوك (KOR) | هيروكو كيتازومي (JPN) | وو مي-لينغ (TPE)       |
| فئة الوزن المتوسط (66 كجم)    | Qin (CHN)           | بارك جي-يونغ (KOR)    | Yung (TPE)             |
| فئة الوزن المتوسط (66 كجم)    | Qin (CHN)           | بارك جي-يونغ (KOR)    | Prit (IND)             |
| فئة نصف الثقيل (72 كجم)       | بارك مي-جونغ (KOR)  | أكيكو ساتو (JPN)      | Ayassi (SYR)           |
| فئة نصف الثقيل (72 كجم)       | بارك مي-جونغ (KOR)  | أكيكو ساتو (JPN)      | Guo (TPE)              |
| فئة الوزن الثقيل (+72 كجم)    | قاو فنغليان (CHN)   | يي ون-هوا (TPE)       | مون جي-يون (KOR)       |
| فئة الوزن الثقيل (+72 كجم)    | قاو فنغليان (CHN)   | يي ون-هوا (TPE)       | Mehta (IND)            |
| فئة الوزن المفتوح             | قاو فنغليان (CHN)   | مون جي-يون (KOR)      | يوكو ساكاويه (JPN)     |
| فئة الوزن المفتوح             | قاو فنغليان (CHN)   | مون جي-يون (KOR)      | Mehta (IND)            |

### جدول الميداليات
*   البلد المضيف (مضيف)
| المرتبة | فريق           | ذهبية | فضية | برونزية | المجموع |
| ------- | -------------- | ----- | ---- | ------- | ------- |
| 1       | اليابان        | 6     | 6    | 2       | 14      |
| 2       | كوريا الجنوبية | 5     | 4    | 4       | 13      |
| 3       | الصين          | 4     | 3    | 3       | 10      |
| 4       | كوريا الشمالية | 1     | 1    | 4       | 6       |
| 5       | تايبيه الصينية | 0     | 2    | 10      | 12      |
| 6       | الهند          | 0     | 0    | 3       | 3       |
| 6       | سوريا          | 0     | 0    | 3       | 3       |
| 6       | الكويت         | 0     | 0    | 3       | 3       |
| المجموع | المجموع        | 16    | 16   | 32      | 64      |

## وصلات خارجية
- هذه المقالة لا تملك بيانات على ويكي بيانات
- Judo Union of Asia